# Hypóreiai
Hypóreiai (grec ancien : Ὑπώρειαι) est une cité antique, ainsi qu'une polis en Acarnanie, en Grèce. Sa localisation n'est pas connue, mais on pense qu'elle se situe dans l'est de l'Acarnanie, près de la frontière avec l'Étolie.
De même, peu de choses sont connues sur l'histoire d'Hypóreiai. La ville a apparemment existé en tant que polis jusqu'à la fin de la période classique, vers 400-323 av. J.-C. Bien que la ville soit répertoriée en tant que polis, ou cité-état indépendante, son statut réel est mal connu. Si la ville est une polis, il est possible qu'elle ait fait partie, aux environs du IVe siècle av. J.-C., de la Ligue d'Acarnanie. 
Les citoyens de la ville sont connus sous l'ethnonyme d'Hypôreatès (grec ancien : Ὑπωρεάτης).